# ران کرک
رونالد کرک (به انگلیسی: Ronald "Ron" Kirk) یک سیاستمدار اهل ایالات متحده آمریکا است که در کابینه باراک اوباما، دفتر نماینده تجاری ایالات متحده آمریکا را اداره می‌کرد. کرک شهردار سابق شهر دالاس بود.
او اکنون نماینده تجاری آمریکا در کاخ سفید است.
کرک دارای دکترای حقوق از دانشگاه تگزاس در آستین است.

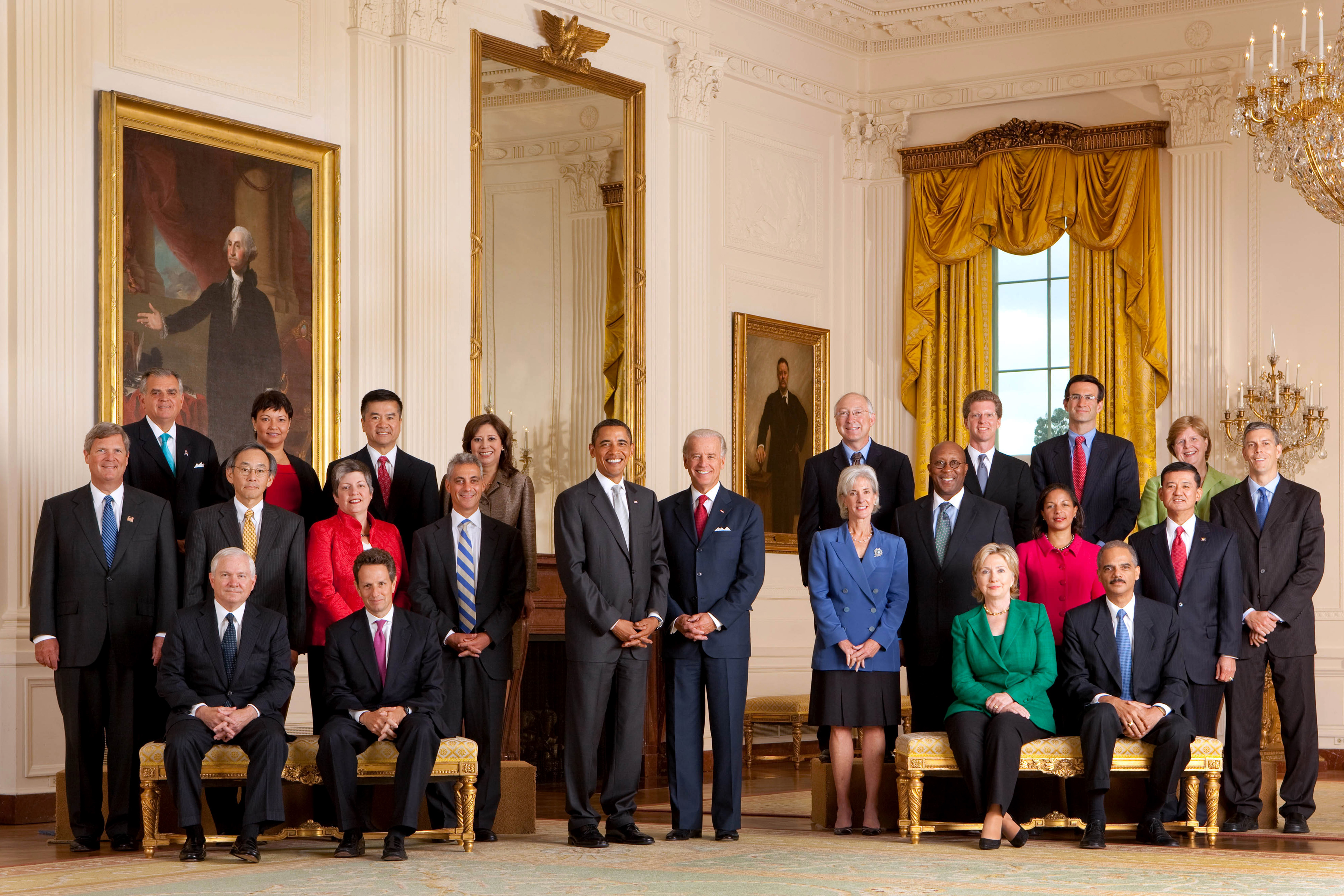
کابینه اول باراک اوباما، رئیس‌جمهوری آمریکا، در اتاق شرقی سال ۲۰۰۹ ردیف اول ایستاده از چپ به راست: ری لحود، لیسا جکسون، گری لاک، هیلدا سولیس، باراک اوباما، جو بایدن، کن سالازار، شان داناون، پیتر اورزاگ، کریستینا رومر، آرنی دانکن ردیف دوم ایستاده: تام ویلساک، استیون چو، جنت ناپالیتانو، رام امانوئل، کاتلین سیبیلیوس، ران کرک، سوزان رایس، اریک شینسکی ردیف سوم نشسته: رابرت گیتس، تیموتی گایتنر، هیلاری کلینتون، اریک هولدر